# Dormansland (Surrey)
Dormansland est une paroisse civile et un village du Surrey, en Angleterre.